# Origami modułowe
Origami modułowe (jap. ユニット折り紙 yunitto origami; ang. modular origami lub unit origami) – odmiana origami, w której figury powstają w wyniku połączenia powstałych wcześniej zgodnie z regułami origami elementów. Takie pojedyncze moduły (np. moduł zwany sonobe, od nazwiska Mitsunobu Sonobe) są łączone w całość, tworząc bardziej skomplikowaną figurę.

## Galeria

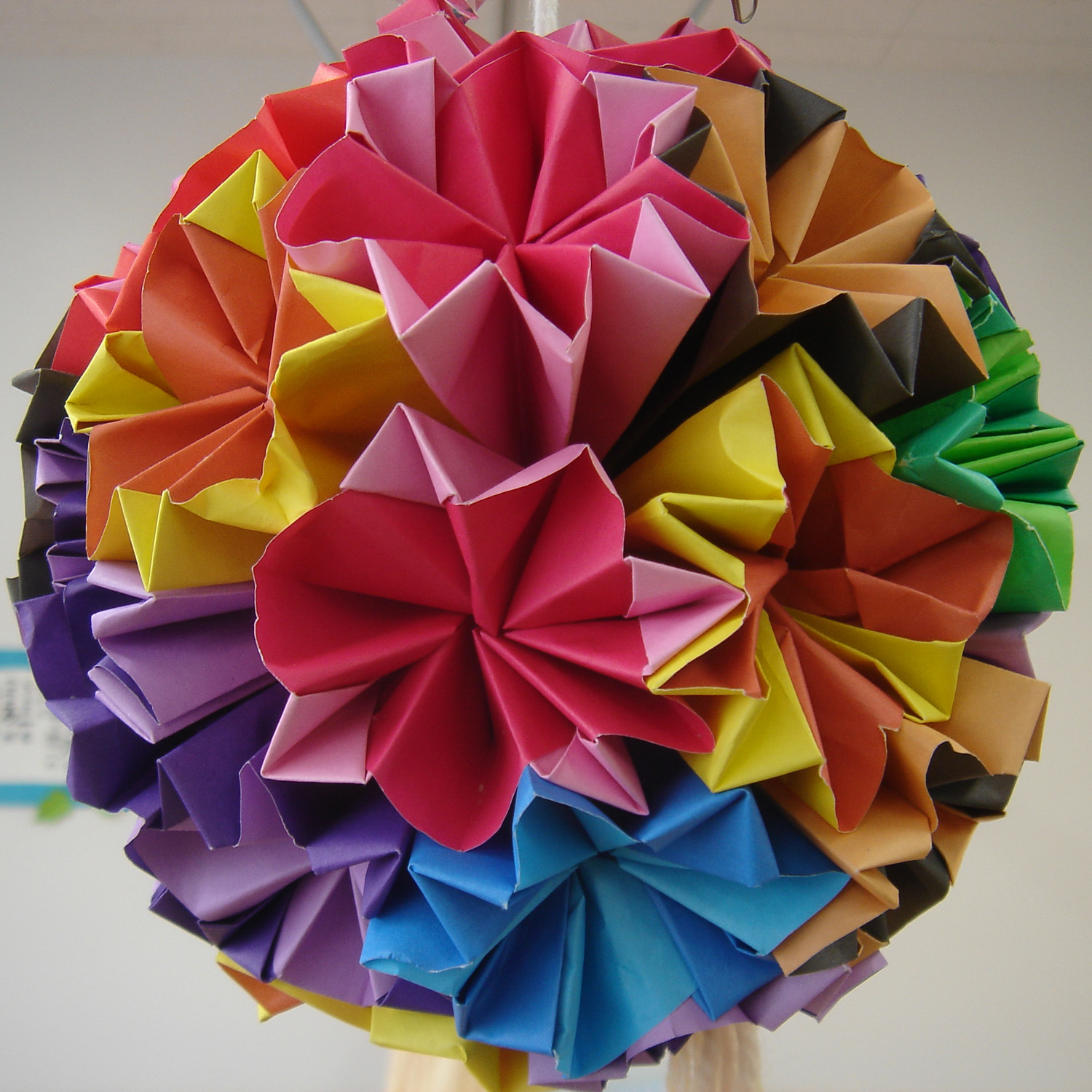
Kusudama
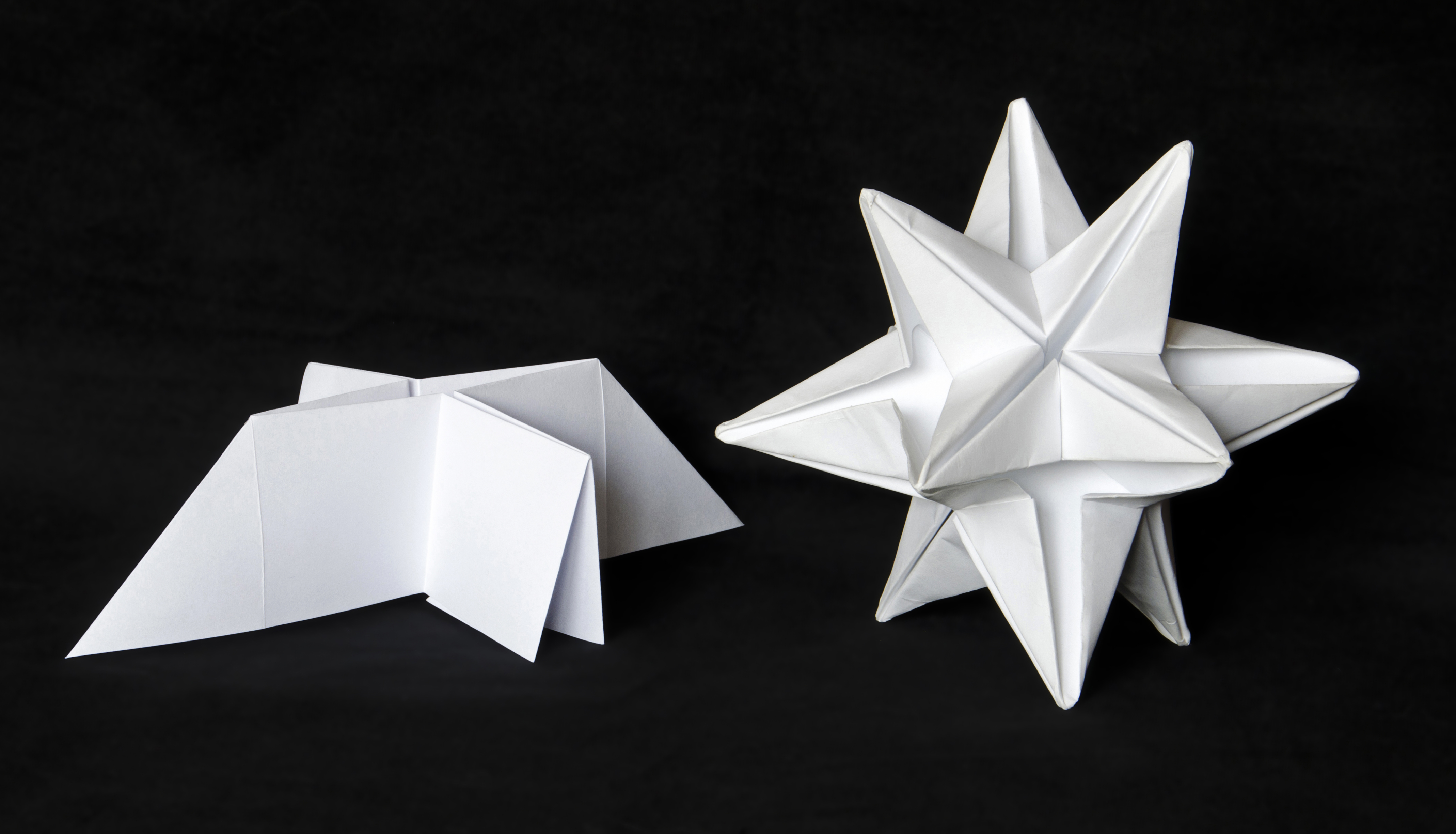
Origami modułowe, obok figury pojedynczy moduł
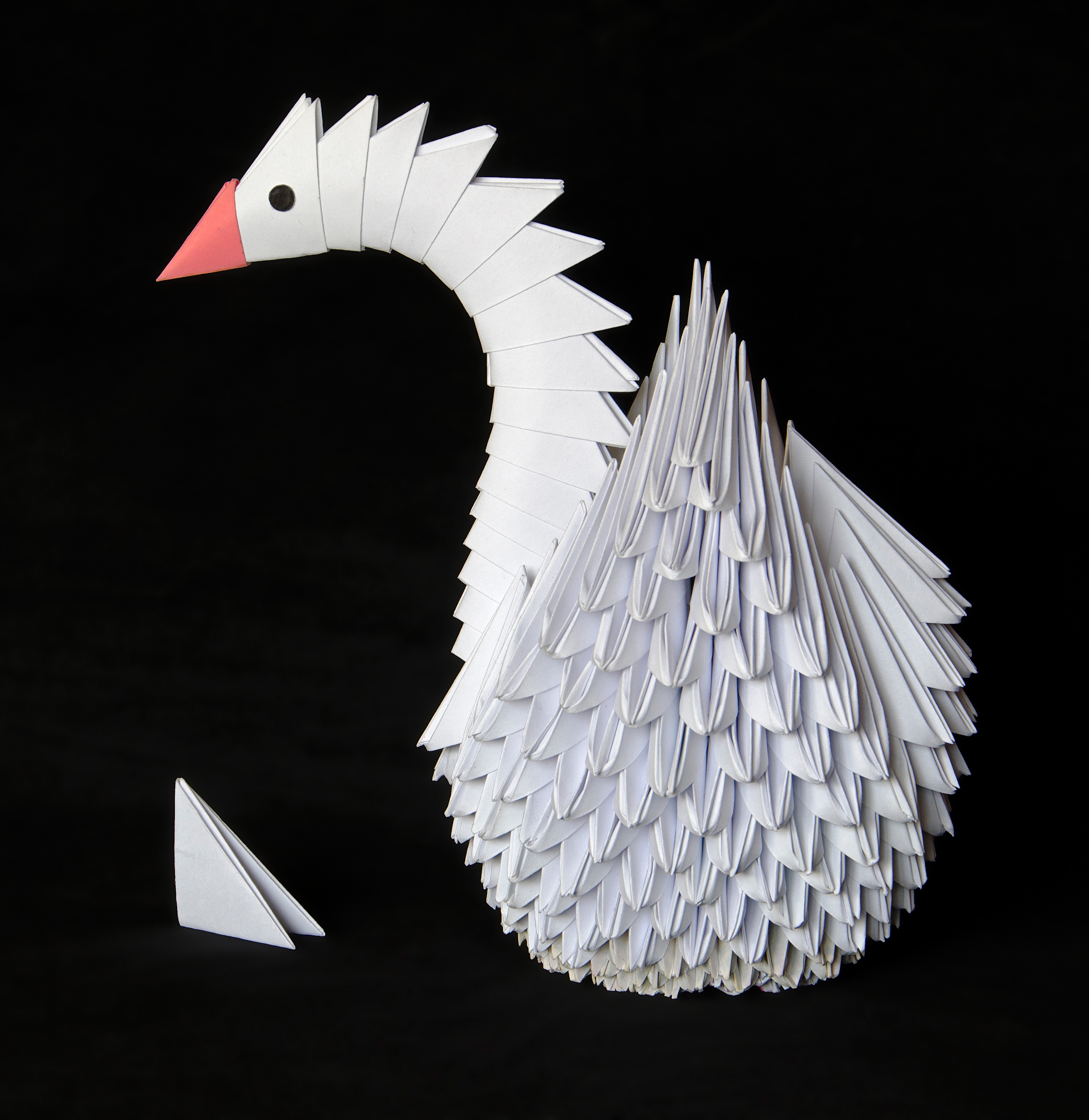
Figura łabędzia z modułem
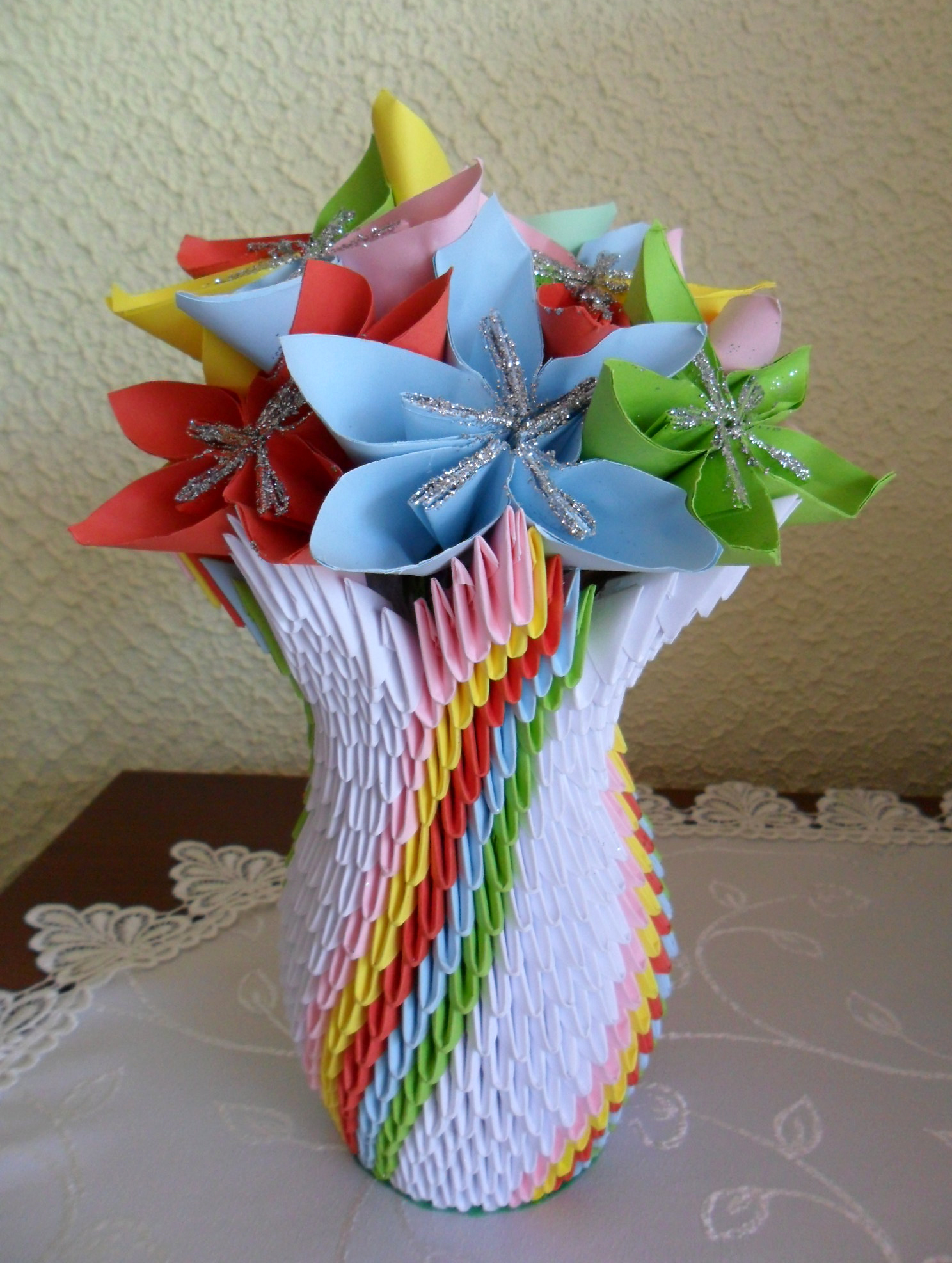
Kwiaty w wazonie